# İlkin Özışık
İlkin Özışık (* 28. Februar 1972 in Berlin) ist ein deutscher Bildungs- und Berufsberater und Politiker (2003 bis 2016 für die SPD) und war Mitglied im Abgeordnetenhaus von Berlin.

## Leben
Özışık wurde im West-Berliner Ortsteil Moabit geboren und war Berliner Jugendmeister im Judo. Im Jahr 1989 nahm er die deutsche Staatsbürgerschaft an.
Im Jahr 1991 erwarb er das Abitur an der Anna-Freud-Oberschule (OSZ Sozialwesen) und studierte anschließend bis 1994 Medizin und von 1995 bis 2001 Geologie an der Freien Universität Berlin mit Abschluss Geologe. In den Jahren 2002 bis 2006 folgte eine selbstständige Tätigkeit im Einzelhandel. Seit 2009 ist er Bildungs- und Berufsberater bei dem Verein Arbeit und Bildung e.V. (AUB) – Projekt KUMULUS für Jugendliche bis 25 Jahre und betreut die Moses-Mendelssohn-Oberschule in Berlin-Moabit.
Özışık ist verheiratet, lebt in Trennung und hat drei Kinder. Am 6. Januar 2016, einen Tag nach seinem Austritt aus der SPD, wurde in den Medien bekannt, dass die Staatsanwaltschaft aufgrund einer Anzeige der Mutter seiner drei Kinder, Asiye Özışık, wegen fehlender Unterhaltszahlungen ein Ermittlungsverfahren eingeleitet hat. Das Amtsgericht Tempelhof-Kreuzberg hatte im Oktober 2013 bereits ein Zwangsgeld über 300 Euro gegen İlkin Özışık verhängt.

## Politik
Neben seinem Beruf begann er sich politisch zu engagieren und wurde im Jahr 2003 Mitglied der SPD und war in den Jahren 2004 bis 2006 Mitglied im Kreisvorstand der SPD Berlin-Charlottenburg-Wilmersdorf. Ab 2008 ist er Mitglied im Kreisvorstand der SPD Berlin-Mitte. Bei der Wahl am 18. September 2011 gelang ihm der Einzug in das Abgeordnetenhaus von Berlin. Er konnte sich knapp als Direktkandidat in seinem Wahlkreis Moabit/Wedding durchsetzen. Er war im Abgeordnetenhaus Mitglied im Ausschuss Bildung, Jugend und Familie, im Ausschuss Bürgerschaftliches Engagement und im Ausschuss für Digitale Verwaltung, Datenschutz und Informationsfreiheit. Zugleich war er der bildungspolitische Sprecher der SPD-Fraktion und seit 2008 Vorsitzender der AG Migration SPD Mitte.
Am 10. Mai 2013 thematisierte die Berliner Tageszeitung B.Z. den Besuch einer Koranlesung von Millî Görüş mit 3000 Besuchern im Berliner Tempodrom durch Özcan Mutlu und İlkin Özışık. Die Autoren Lukas Hermsmeier und Lars Petersen zitieren Özışık: „Ich halte Millî Görüş in Deutschland für unproblematisch“, so Özisik. Er sei häufiger in einer Moschee von Millî Görüş. „Dort habe ich nie antidemokratische Handlungen gesehen.“
Bei der Aufstellung der Kandidaten der SPD Berlin-Mitte für die Abgeordnetenhauswahl 2016 wurde er nicht berücksichtigt. Am 5. Januar 2016 wurde sein Austritt aus der SPD und der SPD-Fraktion im Abgeordnetenhaus von Berlin bekannt.

### Mitgliedschaften
İlkin Özışık ist seit 2005 ehrenamtlich als Vorsitzender der Türkischen Sozialdemokraten in Berlin e.V. tätig und war in den Jahren 2005 bis 2007 Vertreter der türkischen Migrantencommunity im Landesbeirat für Integrations- und Migrationsfragen des Berliner Senats. Er ist Vorstandsmitglied der VAK-Kindertagesstätten e.V., Mitglied im Netzwerk Inhabergeführter Kindertagesstätten und unterstützt als Mitglied die Arbeiterwohlfahrt (AWO).